# دده خان
دده خان یک روستا در ایران است که در قوشخانه بالا واقع شده‌است. دده خان ۲۸۱ نفر جمعیت دارد.مردم این روستا به زبان کرمانجی سخن می‌گویند